# März 1989
Portal Geschichte | Portal Biografien | Aktuelle Ereignisse | Jahreskalender | Tagesartikel

◄ |
19. Jahrhundert |
20. Jahrhundert
| 21. Jahrhundert

◄ |
1950er |
1960er |
1970er |
1980er
| 1990er | 2000er | 2010er | ►

◄ |
1985 |
1986 |
1987 |
1988 |
1989
| 1990 | 1991 | 1992 | 1993 | ►

◄ |
Dezember 1988 |
Januar 1989 |
Februar 1989 |
März 1989 |
April 1989 |
Mai 1989 |
Juni 1989 |
►
Dieser Artikel behandelt aktuelle Nachrichten und Ereignisse im März 1989.

## Tagesgeschehen

### Samstag, 4. März 1989
- El Progreso, Guatemala-Stadt/Guatemala: Nach hunderten Sichtungen von Unbekannten Flugobjekten in der Nähe von Guastatoya hoffen inzwischen mehrere tausend Schaulustige in den Bergen vor der Stadt auf eine Kontaktaufnahme mit Außerirdischen. Obwohl er gemeinsam mit diesen den Nachthimmel beobachtete, gesteht Guatemalas Innenminister Roberto Valle Valdizan: „Ich habe nichts gesehen. Es war sehr enttäuschend.“[1]

### Sonntag, 5. März 1989
- Vaduz/Liechtenstein: Bei der Landtagswahl in Liechtenstein verteidigt die sozial-konservative Vaterländische Union zum dritten Mal seit 1978 ihren Vorsprung von einem Mandat gegenüber der christlich-konservativen Fortschrittlichen Bürgerpartei und kann wieder die Regierung bilden.[2]

### Dienstag, 7. März 1989
- Alaska/Vereinigte Staaten: Von der Küstenregion des Bundesstaats aus gesehen ist bei der heutigen partiellen Sonnenfinsternis die größte Bedeckung der Sonne durch den Mond zu beobachten. Auch die Menschen im Osten Grönlands werden Zeuge der Sonnenfinsternis.[3]

### Mittwoch, 8. März 1989
- Bonn/Deutschland: Bundespräsident Richard von Weizsäcker begnadigt die zu lebenslanger Haft verurteilte Terroristin der Roten Armee Fraktion (RAF) Angelika Speitel und weist das Gnadengesuch des Terroristen Peter-Jürgen Boock zurück. Speitel und Boock waren 1977 an der Schleyer-Entführung beteiligt, in deren Verlauf die RAF fünf Personen tötete. Es ist seit Jahren erwiesen, dass Speitel persönlich keinen dieser Morde verübte.[4]
- Marienthal/Deutschland: Im bisherigen Verlauf der Wintex-Stabrahmenübung der NATO rief „Bundeskanzler übungshalber“ Waldemar Schreckenberger (CDU) vorschriftsgemäß den Verteidigungsfall aus und die versammelten Darsteller des Notparlaments zeigten widerwillig ihre Loyalität. Heute steht der massive Einsatz von Atomgranaten und MGM-52-Lance-Kurzstreckenraketen auf deutschem Boden im Drehbuch. An dieser Stelle befiehlt der tatsächliche Bundeskanzler Helmut Kohl (CDU) seinem Darsteller Schreckenberger den Abbruch der Übung. Sein Land würde in solch einer Situation die Kampfhandlungen einstellen.[5]

### Freitag, 10. März 1989

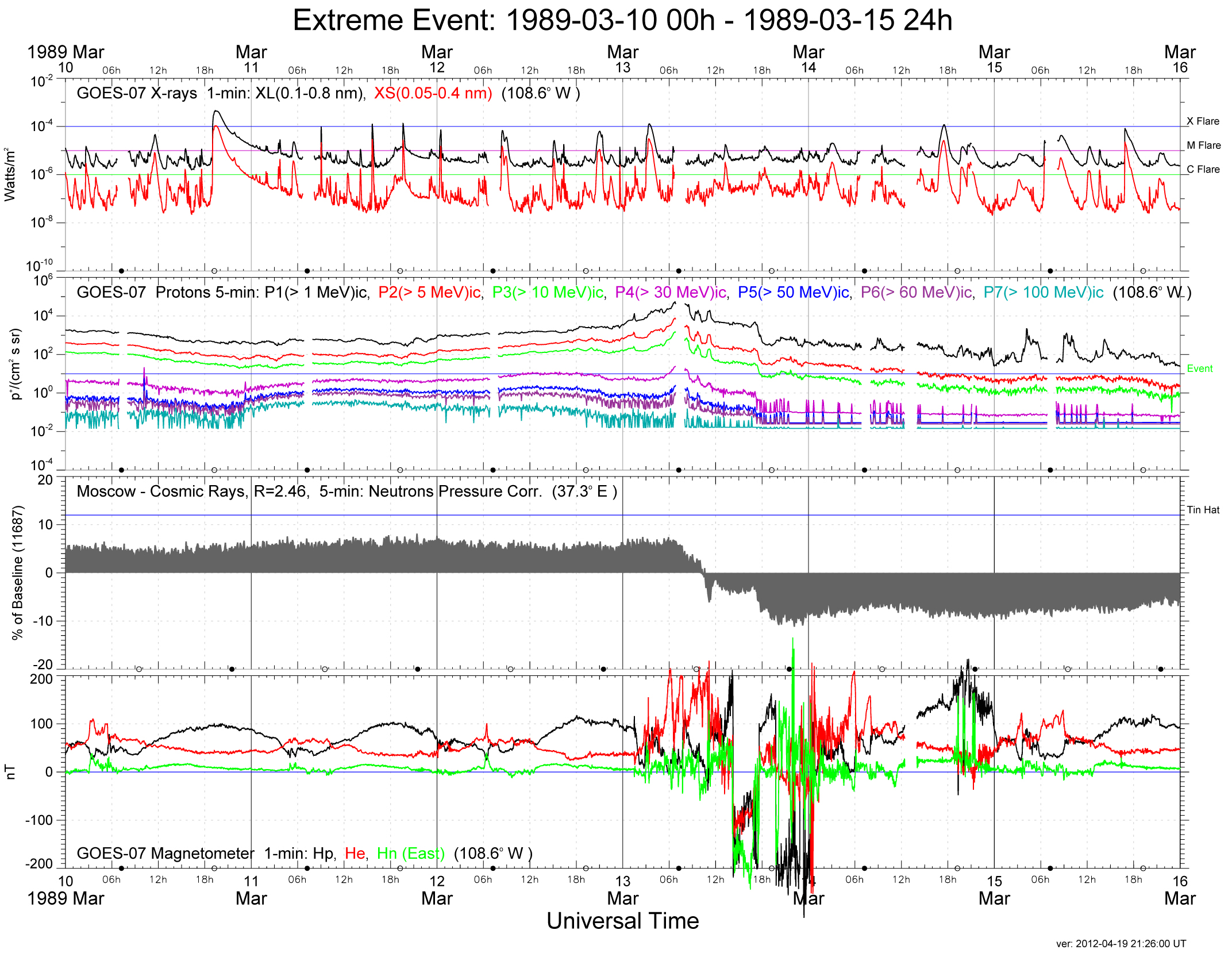
Nachweis des magnetischen Sturms vom 10. März 1989

- Sonnensystem: Die Sonne verliert in einer singulären Eruption Plasma in der Größenordnung von 36 Erdmassen, das sich als magnetischer Sturm mit einer Geschwindigkeit von 1,6 Millionen km/h durch das Sonnensystem bewegt, auch Richtung Erde.[6]

### Samstag, 11. März 1989
- New York/Vereinigte Staaten: Der Fernsehsender Fox startet die Ausstrahlung der Serie Cops. Im dokumentarischen Stil zeigt die Sendung städtische Polizisten bei der Arbeit. Kommentare aus dem „Off“ gibt es nicht, nur die real aufgezeichneten Tonspuren werden genutzt. Kritiker sprechen von einer neuen Dimension des „Realitätsfernsehens“.[7]

### Sonntag, 12. März 1989
- Innsbruck/Österreich: Die Wahl zum Tiroler Landtag endet mit dem schlechtesten Stimmenergebnis für die ÖVP seit dem Zweiten Weltkrieg, auch die SPÖ verliert erneut an Zuspruch. Die Volksparteien kommen zusammen auf rund 70 % der Stimmen, während die FPÖ um gut 9 % auf 15,6 % steigt und die Grüne Alternative Tirol den erstmaligen Einzug ins Landhaus feiert.[8]
- Klagenfurt/Österreich: Nach 19 Jahren verliert die SPÖ bei der Landtagswahl in Kärnten die absolute Mehrheit der Wählerstimmen und erringt eine relative Mehrheit von 45,95 %. Die ÖVP landet bei massiven Verlusten erstmals hinter der FPÖ, für die sich 29 % der Wähler entscheiden.[9]
- Salzburg/Österreich: Bei der Landtagswahl in Salzburg wird die ÖVP zum zehnten Mal in Folge stärkste politische Kraft, dahinter folgen die SPÖ, die FPÖ und das Wahlbündnis Bürgerliste Salzburg-Stadt, Grüne, das zum ersten Mal in den Salzburger Landtag einzieht.[10]

### Montag, 13. März 1989
- Leipzig/Deutschland: Nach dem Friedensgebet in der Nikolaikirche, in dem Oppositionelle einen Raum für Kritik an der DDR-Regierungspartei SED finden, versammeln sich circa 600 Menschen zu einer Demonstration, darunter viele Ausreiseantragsteller. Die erste öffentliche Demonstration der oppositionellen Gruppen, die im Voraus nicht auf die Kirche und den Kirchhof beschränkt war, fand am 15. Januar statt und endete mit staatlicher Gewaltanwendung.[11]

### Mittwoch, 15. März 1989
- Nagano/Japan: In der Gesamtwertung der Herren-Wettbewerbe des Alpinen Skiweltcups 1988/89 belegt der Luxemburger Marc Girardelli nach dem letzten Rennen in der Shiga-Hochebene Platz 1. Bei den Damen gewinnt Vreni Schneider aus der Schweiz den Gesamt-Weltcup.[12][13]

### Donnerstag, 16. März 1989
- Berlin/Deutschland: Die Mitglieder des Abgeordnetenhauses wählen Walter Momper (SPD) an der Spitze einer Koalition aus SPD und Alternativer Liste (AL) zum Regierenden Bürgermeister der Stadt und des Landes Berlin. Zum ersten Mal hat eine deutsche Landesregierung mehr weibliche als männliche Mitglieder. Die AL gab zuvor der wichtigsten Forderung des Koalitionspartners nach und erkennt nun das Gewaltmonopol des Staates an.[14]

### Donnerstag, 23. März 1989
- Priština/Jugoslawien: Das Parlament der Autonomen Provinz Kosovo und Metochien stimmt der von der Zentralregierung in Belgrad beschlossenen Änderung der Verfassung der Sozialistischen Republik Serbien zu, die das Ende der Selbstverwaltung bedeutet. Kosovo-Albaner demonstrieren dagegen auf den Straßen und fordern die Erhebung ihrer Provinz zur nationalen Teilrepublik. Da Albanien jedoch ein souveräner Staat ist, zählt die jugoslawische Verfassung die Kosovo-Albaner nicht unter jene „Nationen“, die Jugoslawien bilden.[15]

### Freitag, 24. März 1989

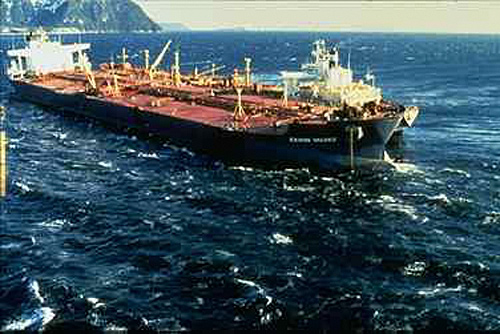
Exxon Valdez

- Prinz-William-Sund/Vereinigte Staaten: Nach der Havarie des Öltankers Exxon Valdez der Exxon Shipping Company, der vor der Südküste Alaskas auf ein Riff läuft, ergießen sich 37.000 t Rohöl in den Pazifik und verschmutzen die Biosphäre zu Wasser und an Land.[16]

### Sonntag, 26. März 1989

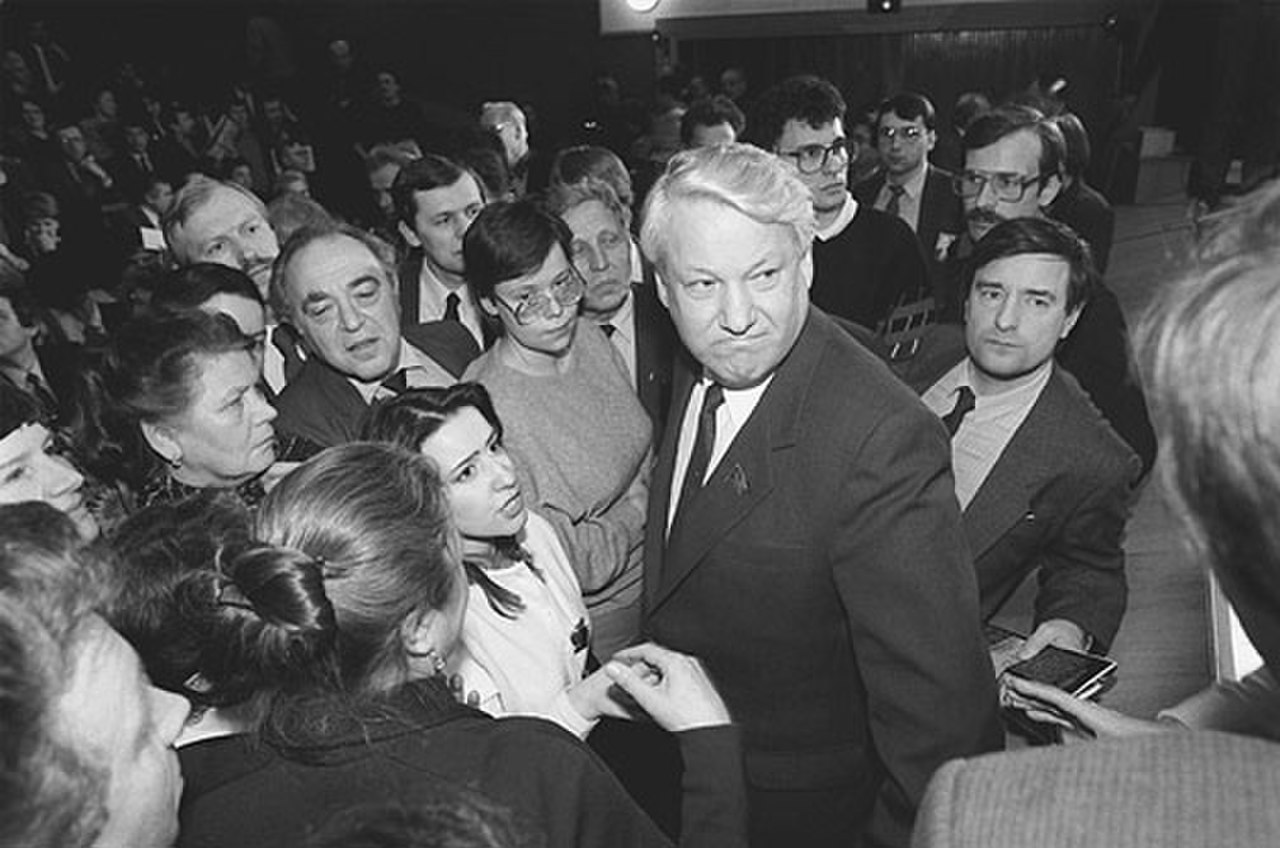
Boris Jelzin

- Moskau/Sowjetunion: Die Stimmberechtigten haben – anders als bei Abstimmungen in der Sowjetunion bisher üblich – bei den Wahlen zum Kongress der Volksdeputierten, dem höchsten gesetzgebenden Organ des Landes, die Möglichkeit, ihren persönlichen Favoriten unter verschiedenen Kandidaten  auszuwählen. Der Einzug in den Kongress gelingt u. a. dem als „radikaler Reformer“ bezeichneten Politiker Boris Jelzin, der 1988 von seinen Pflichten als Kandidat des Politbüros der KPdSU entbunden wurde.[17][18]
- Vientiane/Laos: Bei den ersten allgemeinen Parlamentswahlen seit 1972 und zugleich den ersten seit der Machtübernahme durch die Kommunisten im Jahr 1975 werden 79 Abgeordnete gewählt. Alle 121 Kandidaten erhielten ihre Zulassung durch die Laotische Front für nationalen Aufbau, die von der Laotischen Revolutionären Volkspartei (LRVP) dominiert wird. Das Parlament wird gegenüber dem Politbüro der LRVP kaum politische Gestaltungsmacht besitzen.[19]

### Dienstag, 28. März 1989
- Belgrad/Jugoslawien: Die Änderungen der Verfassungen der SFR Jugoslawien und der Sozialistischen Republik Serbien treten in Kraft. Der Status als Autonome Provinz wird de facto sowohl dem mehrheitlich von Muslimen albanischer Ethnie bewohnten Landesteil Kosovo und Metochien als auch der Vojvodina mit ihrer magyarischen Minderheit entzogen und beide Regionen werden nach 43 Jahren wieder in die serbische Teilrepublik eingegliedert.[20][21]

### Mittwoch, 29. März 1989

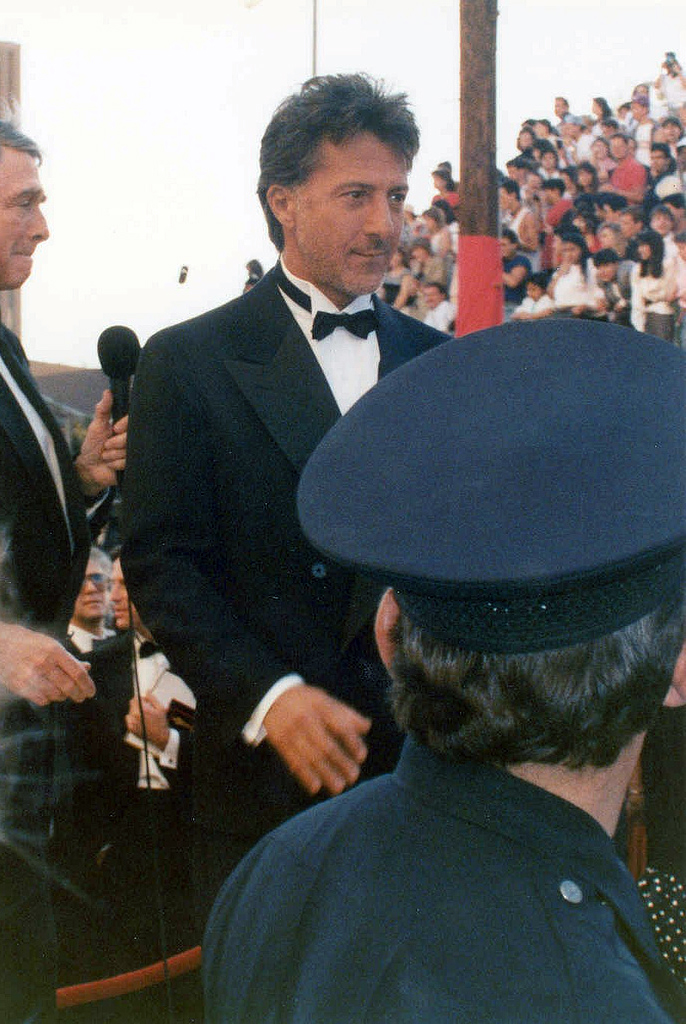
Dustin Hoffman

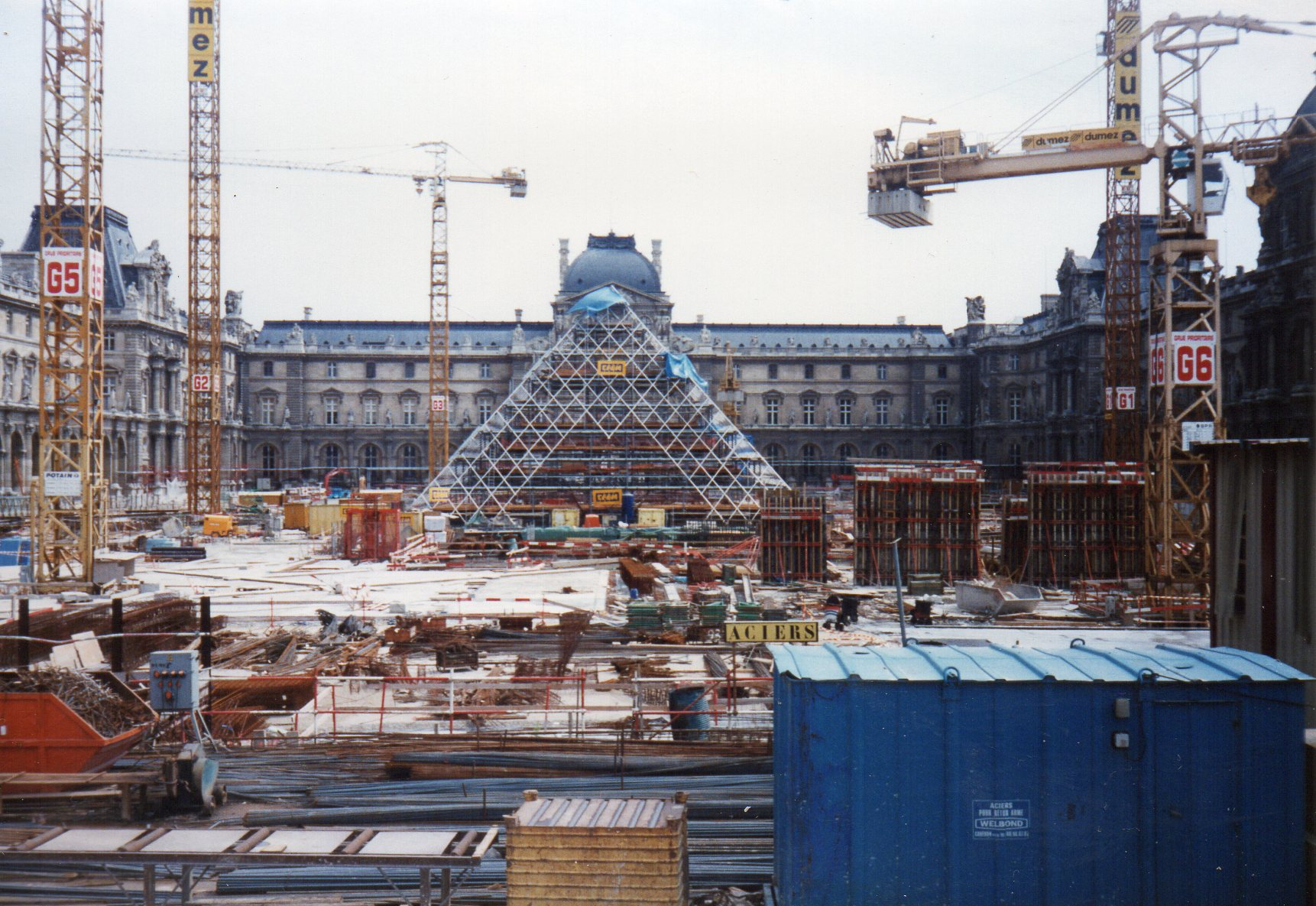
Palais Louvre in Paris, Innenhof (1987)

- Los Angeles/Vereinigte Staaten: Bei den 61. Academy Awards der Filmbranche wird Rain Man von Regisseur Barry Levinson als bester Film prämiert. Für seine Darstellung des autistischen Protagonisten erhält Dustin Hoffman den Oscar als bester Hauptdarsteller. Zur besten Hauptdarstellerin wird Jodie Foster gekürt.[22]
- Paris/Frankreich: Das neugestaltete Museum „Grand-Louvre“ mitsamt einer als Eingang dienenden, vom sino-amerikanischen Architekten Ieoh Ming Pei entworfenen Glaspyramide im Innenhof wird eröffnet. Die Pyramide ruft überwiegend aversive Reaktionen in den Medien und in der Bevölkerung hervor. Sie wird u. a. als „Käseglocke“ bezeichnet.[23]

### Freitag, 31. März 1989
- Hamburg/Deutschland: Der Norddeutsche Rundfunk (NDR) strahlt die letzte neu produzierte Folge der Kinder-TV-Sendung Sandmännchen aus, die der Sender Freies Berlin und der NDR ab 1962 für das Programm des bundesweit empfangbaren Rundfunkveranstalters ARD produzierten.[24][25]

## Weblinks

Berlin im März 1989